# Mapeop
Mapeop ist eine osttimoresische Aldeia im Suco Sibuni (Verwaltungsamt Bobonaro, Gemeinde Bobonaro). 2015 lebten in der Aldeia 430 Menschen.

## Geographie
Mapeop liegt im Südwesten des Sucos Sibuni. Nordöstlich befindet sich die Aldeia Sibuni. Im Norden grenzt Mapeop an den Suco Ai-Assa, im Westen und Süden an den Suco Leber und im Südosten an den Suco Molop. Im Nordwesten liegt der Berg Mapeop (1235 m). Er ist der höchste Berg des Sucos.
Im Zentrum der Aldeia liegt das Dorf Mapeop. Hier befinden sich eine Grundschule.

## Politik
2023 wurde Calisto Viana Mota zum Chefe de Aldeia gewählt.